# Lal Bokhari
Lal Shah S. Bokhari (Faisalabad, 22 juli 1909 - Colombo, 22 juli 1959) was een Indiaas hockeyer en Pakistaans diplomaat. 
Bokhari mocht als aanvoerder tijdens de Olympische Zomerspelen 1932 in Los Angeles de vlag van Brits Indië binnen dragen, met de Indische ploeg won hij de gouden medaille. 
Na zijn actieve carrière was Bokhari diplomaat voor zijn vaderland Pakistan, Bokhari was ambassadeur in Irak en High Commissioners in Sri Lanka tot aan zijn dood.

## Resultaten
- 1932  Olympische Zomerspelen in Los Angeles